# Friedrich Büsing
Friedrich Büsing (* 5. März 1835 in Schwerin; † 22. Oktober 1892 ebenda) war ein deutscher Politiker der Nationalliberalen Partei und Mitglied des Reichstages.

## Leben und Wirken
Friedrich Büsing besuchte bis Ostern 1854 das Gymnasium in Schwerin und studierte anschließend Rechtswissenschaften in Heidelberg, Berlin und Rostock. 1859 ließ er sich als Rechtsanwalt in seiner Heimatstadt nieder.
Ab dem Jahr 1865 war Büsing Mitglied des Bürgerausschusses in Schwerin. Der Reichstagswahlkreis Großherzogtum Mecklenburg-Schwerin 6 (Güstrow-Ribnitz) wählte Büsing für die erste und zweite Legislaturperiode (1871 und 1874) in den Reichstag. 1876 schied er aus dem Reichstag vorzeitig aus.